# Acharya Vidyasagar
L'Acharya Vidyasagar (en hindi : आचार्य विद्यासागर), né le 10 octobre 1946 à Sadalga et mort le 18 février 2024 à Dongargah, est un moine digambara, un philosophe et un érudit indien du jaïnisme contemporain dans la branche digambar, et dirigeant d'un groupe de moines-mendiants.

## Biographie
Acharya Vidyasagara naît en 1946 dans le village de Saldaga dans l'État de Mysore en Inde. Son véritable nom est Vidyadhar Mallappa. Très jeune, il renonce à la vie d'époux destiné à la plupart des hommes dans sa culture, et suit la voie du renoncement en devenant moine-ascète. Sa famille suit son exemple une décennie plus tard. Il reçoit le titre d'Acharya à 26 ans. 
Son œuvre reconnue est la traduction de nombreux textes digamabaras en hindi afin de les rendre accessibles au plus grand nombre. L'Acharya Vidyasagar écrit de nombreux poèmes dont un dénommé : Sol silencieux ou Muk Mati traduit en plusieurs langues. Certains fidèles l'ont suivi dans sa foi. Il participe notamment à préserver les vaches sacrées d'Inde et ouvre plusieurs écoles destinées aux moines-mendiants. 
Vidyadhar Mallappa meurt le 18 février 2024 à l’âge de 77 ans en état de santhara.